# Tommaso Vincidor
Tommaso di Andrea Vincidor (Bologna, 1493 - Breda, 1536) was een Italiaanse kunstschilder en architect die voornamelijk in de Nederlanden actief was.

## Biografie
Tommaso Vincidor was een leerling van de schilder Rafaël en hij werkte samen met vele andere mee aan de Rafaël Kartons, de studie voor de wandtapijten die kwamen te hangen in de Sixtijnse Kapel. In 1520 werd hij naar Brussel gestuurd door Paus Leo X om toe te zien op de vervaardiging van de wandtapijten die Leo X had besteld bij Pieter van Edingen. Gedurende zijn bezoek in de Lage Landen ontmoette hij ook Albrecht Dürer in Antwerpen. Vervolgens kwam hij in dienst van graaf Hendrik III van Nassau-Breda. Vincidor vestigde zich omstreeks 1530 permanent in Breda en was betrokken bij de bouw van het Kasteel van Breda. Hier was hij verantwoordelijk voor de totstandkoming van de Binnenplaats. Naast zijn werkzaamheden aan het kasteel zou hij ook enkele kunstwerken hebben gemaakt voor de Grote Kerk, maar historische aanwijzingen hiervoor zijn niet gevonden.
- Gemeinsame Normdatei: 130340936
- International Standard Name Identifier: 0000 0003 9894 0430
- Union List of Artist Names: 500019118
- Virtual International Authority File: 35560181
- WorldCat: E39PCjMyj8JBdKXtFjRFGRvQG3